# 埃斯塔多斯岛
埃斯塔多斯岛（西班牙語：Isla de los Estados），英文稱為斯塔滕島（英語：Staten Island，又譯為史坦頓島），與紐約的史泰登岛同名，都源自於荷蘭文的斯塔滕島（Stateneiland），位於阿根廷火地群島東方29公里處，中間隔著勒梅爾海峽。埃斯塔多斯岛受到阿根廷火地省的管轄。

## 歷史
1615年12月25日，荷蘭航海家威廉·斯考滕與雅各布·勒梅爾，為了尋找由大西洋通往太平洋的航道，首次記錄下這個島嶼，這是在人類文獻上首次出現這個島嶼的記錄。